# والتر فريك
والتر فريك (بالألمانية: Walter Ernst Fricke)‏ هو عالم فلك ألماني، ولد في 1 أبريل 1915 في Leimbach ‏ في ألمانيا، وتوفي في 21 مارس 1988 في هايدلبرغ في ألمانيا.